# Ogma campbelli
Ogma campbelli är en rundmaskart som beskrevs av Wouts, Yeates och Loof 1999. Ogma campbelli ingår i släktet Ogma och familjen Criconematidae. Inga underarter finns listade i Catalogue of Life.